# Pont Danziger
Le pont Danziger (en anglais : Danziger Bridge) est un pont levant routier à sept voies situé sur la route américaine 90, au dessus du canal industriel à La Nouvelle-Orléans, en Louisiane (États-Unis). Construit pour remplacer l'ancien pont Danziger, un pont-levis construit en 1931-1932, l'actuel pont Danziger fut construit sur le côté Sud de l’ancien pont entre 1983 et 1987, et a officiellement ouvert en février 1988. Nommé d’après un avocat et homme d'affaires de La Nouvelle-Orléans, il est devenu le pont levant le plus large du monde,. La majeure partie du trafic maritime passe en position basse. 
Le procureur Alfred Danziger, membre d'une importante famille juive de La Nouvelle-Orléans, fut procureur personnel du gouverneur Huey Long, ainsi que procureur général adjoint en 1934 et conseiller délégué du maire Robert Maestri de 1936 à 1946. Il a également été collecteur de fonds pour l’université Dillard, historiquement noire, fondée en 1930 par la fusion de la Straight University et d'autres institutions afro-américaines. 
En 2005, le pont a été le site des tirs du pont Danziger, au cours desquels deux civils afro-américains non armés ont été tués par des membres du service de police de La Nouvelle-Orléans (NOPD). Quatre autres civils ont également été blessés. 